# التاريخ العسكري للأمريكيين الأفارقة في حرب فيتنام

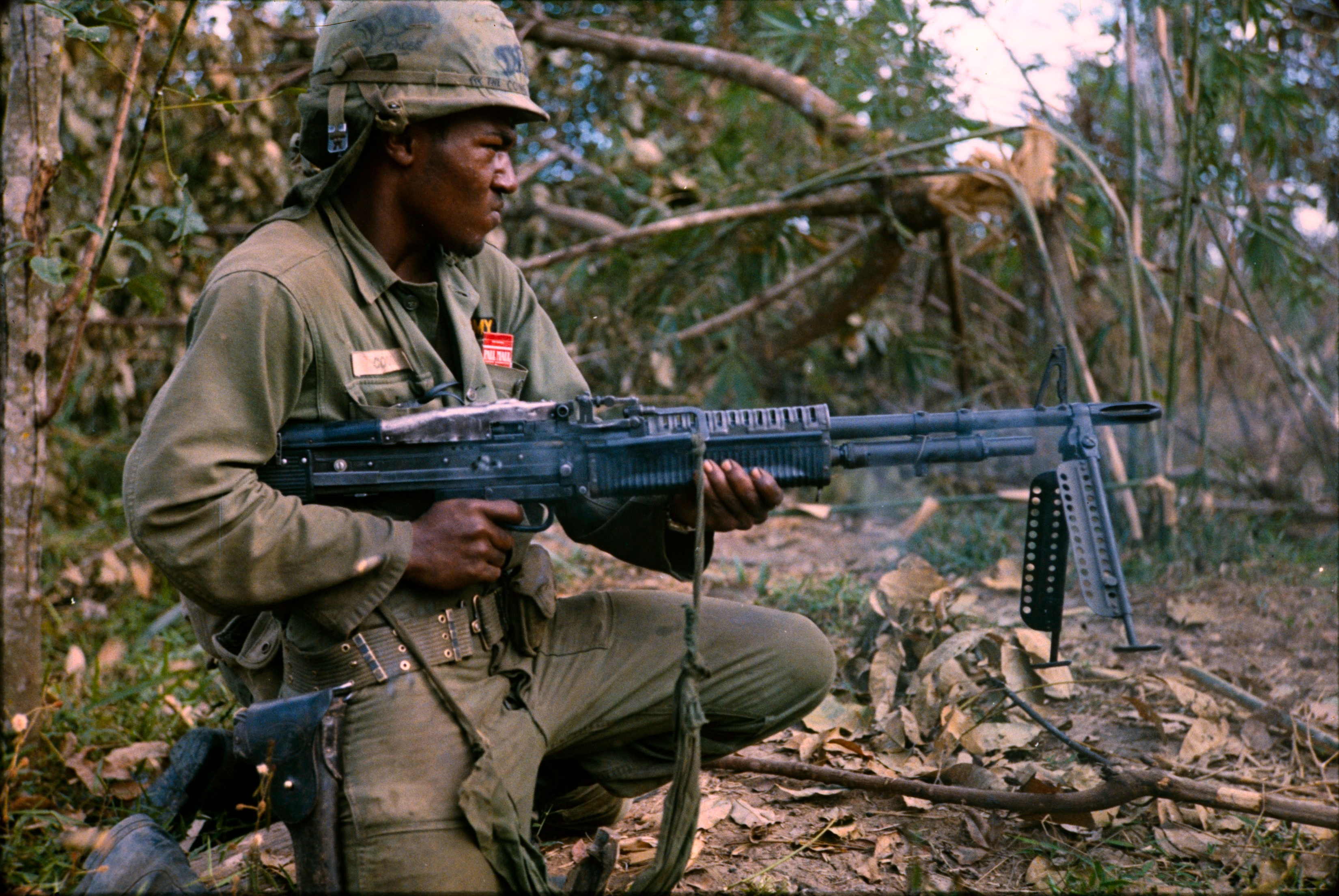

لعب الأمريكيون الأفارقة دورًا بارزًا في حرب فيتنام، فقد كانت حرب فيتنام أول حرب أمريكية لم تفصل فيها القوات السوداء والبيضاء رسميًا، على الرغم من استمرار الفصل العنصري على أرض الواقع.

## خلفية
شارك الأمريكيون الأفارقة في الخدمة العسكرية ضمن القوات المسلحة الأمريكية منذ إنشائها على الرغم من السياسات الرسمية للفصل العنصري والتمييز بين السود والبيض. ألغى الرئيس هاري ترومان في عام 1948 التمييز على أساس العرق أو اللون أو الدين أو الأصل القومي، وفي عام 1953 ألغى الجيش الأمريكي آخر فرقة عسكرية سوداء فيه.

## التجنيد
كان الأمريكيون السود أكثر عرضة للتجنيد من الأمريكيين البيض. شهدت حرب فيتنام تجنيد أعلى نسبة من الجنود الأمريكيين من أصل أفريقي، فرغم أن الأمريكيين الأفارقة كانوا يشكلون 11% فقط من سكان الولايات المتحدة في عام 1967 إلا أنهم شكلوا 16.3% من جميع المجندين. رفض الجيش 70% من الأمريكيين الأفارقة، وفي عام 1967 كان 29% فقط من الأمريكيين الأفارقة مؤهلين للتجنيد الإجباري مقارنة بنحو 63% من الأمريكين البيض، وفي نفس العام جندت القوات المسلحة الأمريكية 64% من الأمريكيين الأفارقة المؤهلين مقارنة بنحو 31% من الأمريكين البيض المؤهلين للخدمة.
أطلق الجيش الأمريكي (مشروع مئة ألف) الذي ساعد بشكل كبير على زيادة التواجد الأمريكية في فيتنام من 23300 في عام 1965 إلى 465600 بعد ذلك بعامين، أدى هذا المشروع إلى زيادة دراماتيكية في عدد القوات الأمريكية الأفريقية التي جندت للحرب، وقد ساهم خفض المعايير اللازمة لقبول المجندين السود في ذلك، وكان ما يقدر بنحو 40% من مجندي مشروع مئة ألف من السود، وفي النهاية خدم ما مجموعه 300 ألف من الأمريكيين الأفارقة في الجيش الأمريكي في فيتنام. يعتقد دانييل لاكس أن السبب وراء الإقبال الكبير هو الأجر الذي كان بالنسبة للكثيرين أكثر مما ربحوه في كامل حياتهم، وقد اعتبر الشباب الأمريكيون من أصل أفريقي الخدمة العسكرية فرصة مهنية، وكان لديهم حافز إضافي ليثبتوا في ساحة المعركة أنهم يستحقون حقوقهم المدنية المكتسبة حديثًا.
أصر بعض النشطاء في الولايات المتحدة على أن التطبيق غير المتكافئ للمشروع يعتبر أحد أساليب الإبادة الجماعية للسود، وتزايدت الآراء السلبية حول المشروع بين السنوات 1966-1969، أظهر استطلاع أجرته مجلة نيوزويك عام 1966 أن 25% من الأمريكيين الأفارقة يعتقدون أن قوانين المشروع غير عادلة، وأظهر استطلاع مماثل في عام 1969 ارتفاع هذه النسبة إلى 47%. كان تمثيل السود في مجلس التجنيد ناقصًا بشكل واضح، ولم يتواجد أي شخص أسود في هذه المجالس في ولايات لويزيانا وميسيسيبي وألاباما وأركنساس.
كان 1.3% من أعضاء مجلس إدارة مجالس التجنيد في عام 1966 من أصل أفريقي في ولاية لويزيانا، مع نسبة قريبة في ولاية ديلاوير فقط بالنسبة للسكان الأمريكيين من أصل أفريقي، وبحلول عام 1970 زاد عدد الأمريكيين الأفارقة في هذه المجالس من 230 إلى 1265 على الرغم من أن هذا الرقم لا يزال يمثل 6.6% فقط من جميع أعضاء المجالس.

## الخدمة
شكل الأمريكيون الأفارقة 11% من عدد القوات الأمريكية في فيتنام، لكن عدد الضباط السود لم يكن متناسبًا مع عدد الأفراد، فقد شكلوا 5% فقط من ضباط الجيش الأمريكي، وفي عام 1968 كان هناك 8325 ضابطًا أمريكيًا أسودًا من أصل 400000 ضابط في الجيش الأمريكي، ومن بين 1342 من الأدميرالات والجنرالات لم يكن هناك سوى جنرالان أمريكيان من أصل أفريقي هما الجنرال بنيامين ديفيز والعميد فريدريك دافيسون، ولم يكن هناك أي أدميرالات أمريكيون سود.
كان الجنود الأمريكيون الأفارقة يخدمون في الوحدات القتالية غالبًا فقد شكلوا 23% من الوحدات القتالية في فيتنام، وشكلوا في بعض الوحدات المحمولة جوًا 45-60% من عدد القوات. ظهرت العنصرية ضد الأمريكيين الأفارقة بشكل خاص في البحرية، فقد شكلوا 5% فقط من جنود البحارة في عام 1971 مع أقل من 1% من ضباط البحرية.

### التمييز العنصري
ظهر التمييز العنصري بشكل علني في القواعد الأمريكية في فيتنام، على الرغم من أنه كان غير شائعًا في بداية الحرب. زادت معدلات العنصرية بعد اغتيال مارتن لوثر كينغ. ارتدى بعض الجنود البيض في قاعدة كام رانه لباسًا وشارات عنصرية بعد اغتيال مارتن لوثر كينغ مباشرةً، وردًا على ذلك رفع الجنود السود في قاعدة دا نانغ الجوية علم الكونفدرالية لمدة ثلاثة أيام.:183 كانت الأعلام الكونفدرالية والأيقونات تُرسم عادة على سيارات الجيب والدبابات والمروحيات تضامنًا مع مارتن لوثر كينغ والأمريكيين السود بشكلٍ عام. حُظرت الأعلام الكونفدرالية لفترة وجيزة بعد تزايد الشكاوى ولكن سرعان ما سمح بها بعد مقاومة عنيفة من السياسيين الجنوبيين، ومنعت منشورات وخطب الناشطين السود مثل مالكولم إكس، ورغم إلغاء الفصل العنصري في الجيش الأمريكي إلا أنه استمر في التأثير على الجنود السود بشكل كبير.
أظهر تقرير أعده الصحافيان والاس تيري وزالين غرانت في عام 1968 أن حوادث التمييز العنصري كانت تسجل بشكل يومي في قواعد الجيش الأمريكي في فيتنام، وأظهرت تقارير رسمية مماثلة حدوث ما لا يقل عن 33 حادثة عنف عنصري في الفترة الممتدة بين ديسمبر 1969 ويناير 1970.
سُجلت 1060 حادثة نزاع عنصري في عام 1970، وأثرت الحوادث العنصرية على القوات البحرية والجوية. حدثت أعمال شغب وصراعات في سجن لونغ بينه ومعسكر ليغوين بعد مقتل مارتن لوثر كينغ، وكانت أسوأ أعمال شغب عرقية في تاريخ الجيش الأمريكي، وحازت على اهتمام وطني بسبب اعتقال 44 جنديًا أمريكيًا من أصل أفريقي ولم يعتقل أي جنود بيض. ألهمت هذه الأحداث قيادة الجيش الأمريكي إجراء تحقيق واسع وإنشاء لجنة لدراسة التمييز العنصري في القوات المسلحة، وصرح أحد الناشطين ذات مرة أن أكبر تهديد للجيش الأمريكي هو أعمال الشغب العرقية، وليس «الفيتكونغ».
زعم العديد من الجنود الأمريكيين السود أنهم تلقوا العقاب ظلمًا مثل حرمانهم من الترقية وتكليفهم بمهام وضيعة بشكل غير متناسب مع رتبهم العسكرية. أفادت دراسة للجيش لعام 1970 عن لواء المشاة 197 أن الجنود الأمريكيين الأفارقة اشتكوا كثيرًا من معاملة ضباط الصف البيض، لكن هذه الشكاوى لم تقابل بجدية كافية، فخلال الفترة من عام 1968 إلى عام 1969 اعتبر أن 10 شكاوى شرعية فقط من أصل 534 شكوى مقدمة، وخلال الفترة (1966-1969) وجدت دراسة رسمية أن القادة لم يبلغوا عن 423 ادعاء بالتمييز العنصري.
اتخذت القوات المسلحة بعض الإجراءات لجعل الجنود السود يشعرون بالاندماج في الجيش، مثل إدخال الموسيقى الخاصة بهم وتوظيف الفرق والراقصين السود للمناسبات وجلب فنانين سود لتقديم عروضهم مثل جيمس براون وملكة جمال أمريكا، وأضيفت كتب عن ثقافة وتاريخ السود إلى مكتبات القواعد الأمريكية.